# Phahonyothin
Phahonyothin (Route 1), Thai: ถนนพหลโยธิน, Thanon Phahonyothin of Thailand Route 1, is een belangrijke verkeersader in Thailand. Hij begint bij het vrijheidsmonument in Bangkok en loopt 1005 kilometer door tot in het noorden van Thailand aan de grens met Myanmar. Het eerste begin in Bangkok is een belangrijke doorgaande weg die later overgaat in een snelweg.
De weg is vernoemd naar de tweede minister-president van Thailand Generaal Phahol Pholphayuhasena die bij geboorte Phot Phahonyothin heette. De weg vormt samen met drie andere wegen de 4 belangrijkste verbindingsroutes in Thailand. De andere wegen zijn Thanon Mittraphap (Route 2), Thanon Sukhumvit (Route 3) en Thanon Phetkasem (Route 4).

## Geschiedenis
Phahonyothin was oorspronkelijk slechts 22 kilometer lang en liep tot het huidige Don Muang. In die tijd heette Thanon Phaholyothin nog Thanon Prachathipatai (Thais: ถนนประชาธิปไตย, letterlijk vertaald: "Weg van de democratie"). In 1938 gaf Veldmaarschalk Plaek Pibul Songkram de opdracht om de weg te verlengen naar het noorden. Hij gaf de weg ook een nieuwe naam, namelijk de huidige.